# Włodzimierz Cimoszewicz
Włodzimierz Cimoszewicz (), né le 13 septembre 1950 à Varsovie, est un homme d'État polonais de tendance social-démocrate.
Ministre de la Justice entre 1993 et 1995, il est nommé président du Conseil des ministres en 1996, à la tête d'une coalition de centre gauche défaite aux législatives de 1997. Il retrouve le gouvernement, comme ministre des Affaires étrangères, en 2001, puis prend en 2005 la présidence de la Diète pour les quelques mois précédant la fin de la législature. Dans le même temps, il se présente à l'élection présidentielle de la même année, mais se retire avant le premier tour. Il se retire alors de la vie publique, avant d'être élu au Sénat en 2007. Il échoue deux ans plus tard à devenir secrétaire général du Conseil de l'Europe.

## Biographie

### Études et débuts en politique
Après ses études secondaires dans un lycée de Varsovie, il adhère à l'Union des jeunes socialistes (ZMS) et entre à la faculté de droit et d'administration publique de l'université de Varsovie. Membre de l'Association des étudiants polonais (ZSP) à partir de 1968, il en est élu président de la section de son université l'année de l'obtention de son diplôme, en 1972. Un an plus tôt, il rejoint le Parti ouvrier unifié polonais (PZPR).

### Carrière d'universitaire sous la Pologne communiste
Il commence à travailler en 1972, comme assistant, puis professeur adjoint au département de l'organisation de l'institut de droit international de la faculté de droit de son université, et quitte la ZSP l'année suivante. Il passe avec succès son doctorat de droit international public en 1978, et passe un an à l'université Columbia entre 1980 et 1981, grâce à une bourse Fulbright.

### Du communisme à la social-démocratie
Il met fin à toute activité politique et professionnelle en 1985 et part s'installer dans sa belle-famille, à Kalinówka Kościelna, en Podlachie. Il y revient cependant, quatre ans plus tard, à l'occasion des négociations de la « table ronde », et est élu député à la Diète sur les listes du PZPR. Il quitte le parti l'année suivante et adhère à la nouvelle Social-démocratie de la république de Pologne (SdRP), tout en prenant la présidence du groupe des députés sociaux-démocrates à la Diète. Le 25 novembre 1990, il se présente au premier tour de l'élection présidentielle et remporte 9,21 % des voix, terminant à la quatrième place.
Réélu député l'année suivante, sur les listes de l'Alliance de la gauche démocratique (SLD), qui ne constitue alors qu'une coalition politique, il refuse d'en prendre la présidence du groupe parlementaire, à cause de son opposition avec Leszek Miller.

### Ministre et parlementaire
Après les élections législatives de 1993, la SLD forme une coalition gouvernementale avec le Parti paysan polonais (PSL), dont le chef, Waldemar Pawlak, devient président du Conseil des ministres. Il nomme son cabinet le 26 octobre, dans lequel Włodzimierz Cimoszewicz est vice-président du Conseil des ministres, ministre de la Justice et procureur général. Il initie alors une série de mesures de lutte contre la corruption, baptisée « mains propres ». En 1994, il lance un audit qui permet de révéler quels ministres siègent également dans le conseil d'administration de sociétés privées.
Wakdemar Pawlak démissionne le 1er mars 1995 et Włodzimierz Cimoszewicz retourne à la Diète, dont il est désigné vice-président jusqu'en 1996, lorsqu'il est choisi pour remplacer Aleksander Kwaśniewski à la présidence de la commission constitutionnelle.

### Président du Conseil des ministres
Le 1er février 1996, six jours après la démission de Józef Oleksy, Włodzimierz Cimoszewicz est nommé président du Conseil des ministres par le président Kwaśniewski, son gouvernement de coalition entre la SLD et le PSL étant investi six jours plus tard. Lors des inondations qui frappent le pays en juillet 1997, il demande aux victimes d'être plus prudentes, ce qui déclenche une polémique dont il s'excusera par la suite. Il perd son poste le 31 octobre 1997, après la victoire du centre droit aux législatives. Bien que les sociaux-démocrates aient progressé en voix, ils reculent en sièges tandis que l'Action électorale Solidarité (AWS), de Jerzy Buzek, et l'Union pour la liberté (UW), de Leszek Balcerowicz, recueillent plus de 260 députés sur 460. Deux ans plus tard, l'Alliance de la gauche démocratique se transforme en parti politique, dont il devient membre.

### Chef de la diplomatie et président de la Diète
Aux élections législatives de 2001, la coalition politique Alliance de la gauche démocratique - Union du travail (SLD-UP), emmenée par Leszek Miller, arrive largement en tête avec 41 % des voix, tandis que l'AWS et l'UW sont exclues de la Diète. Miller forme alors une coalition gouvernementale avec le PSL, et Cimoszewicz est nommé ministre des Affaires étrangères. Il achève alors les négociations d'adhésion de la Pologne à l'Union européenne, et signe le traité d'adhésion à Athènes, en 2003. Maintenu en poste lorsque Marek Belka remplace Miller le 2 mai 2004, il fait partie des signataires du traité établissant une Constitution pour l'Europe, le 29 octobre 2004 à Rome. Cette même année, il soutient le courant critique de la SLD, réuni autour du président de la Diète, Marek Borowski, et qui finit par quitter le parti pour fonder la Social-démocratie de Pologne (SDPL). Borowski est ensuite remplacé par Oleksy, qui démissionne à son tour. Le 5 janvier 2005, Włodzimierz Cimoszewicz est élu à la présidence de la chambre basse par 223 voix, contre 219 à Józef Zych, du PSL, et quitte alors le gouvernement.

### Campagne présidentielle de 2005

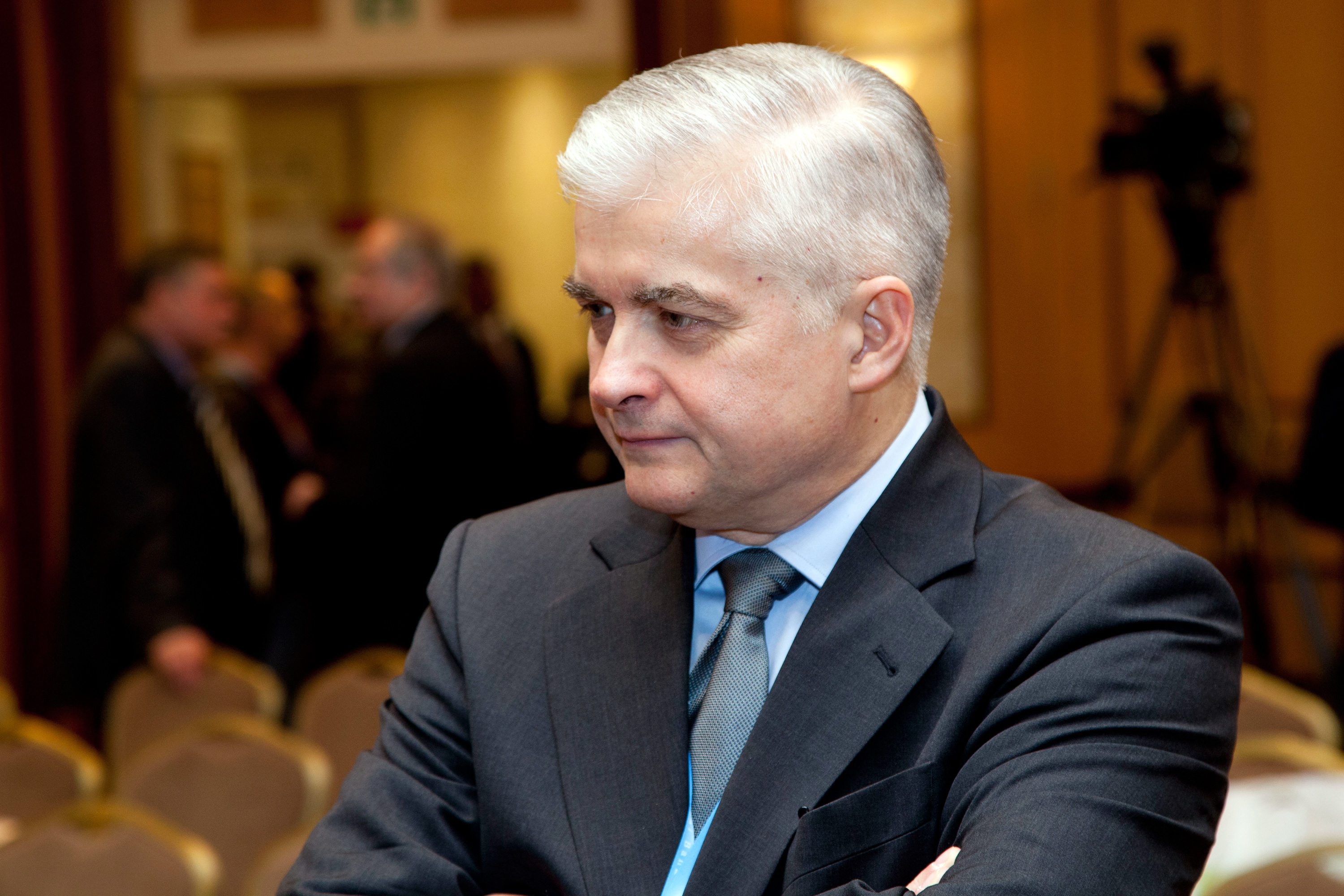
Włodzimierz Cimoszewicz, 2012

Alors qu'il avait annoncé, le 18 mai, qu'il ne souhaitait pas être candidat à l'élection présidentielle de l'automne, il annonce le 28 juin qu'il compte se présenter, justifiant ce revirement par une demande des citoyens. Bien qu'il soit membre de la SLD, il déclare vouloir concourir en indépendant. Sa formation lui apporte cependant son appui le 3 juillet, de même que l'Union de gauche (UL) et les jeunes de la SLD (FMSD). La première dame Jolanta Kwaśniewska prend la direction de son comité de campagne. Peu après cette annonce de candidature, il est convoqué par une commission d'enquête parlementaire, à laquelle il refuse de se rendre en accusant sept de ses huit membres d'être politiquement orientés. Les charges contre lui sont finalement abandonnées, mais il renonce à sa candidature le 14 septembre, affirmant être l'objet d'une campagne mettant en cause son honneur et celui de sa famille. Il ne donne aucune consigne de vote.

### Fin des années 2000: Sénat et Conseil de l'Europe
Lors des élections législatives anticipées de 2007, il se présente au Sénat comme indépendant dans la circonscription de Białystok, et remporte l'un des trois sièges en obtenant plus de 175 000 voix, soit le meilleur résultat. Deux ans plus tard, le gouvernement de centre droit de Donald Tusk présente sa candidature pour le poste de secrétaire général du Conseil de l'Europe, et il affronte notamment l'ancien ministre-président flamand Luc Van den Brande et l'ex-ministre d'État norvégien Thorbjørn Jagland. Ce dernier l'emporte facilement, par 165 voix contre seulement 80 à Cimoszewicz. Pour l'élection présidentielle anticipée de 2010, il apporte son soutien au libéral Bronisław Komorowski et non au social-démocrate Grzegorz Napieralski.
Il ne se représente pas au Sénat en 2015.
Il appelle au boycott de l'élection présidentielle polonaise de 2020 dans le contexte de la pandémie de coronavirus,.